# Ghostscript
Ghostscript ist ein freier Interpreter der Seitenbeschreibungssprache PostScript (PS) und des Portable Document Format (PDF). Ghostscript stellt eine Programmierschnittstelle mit Funktionen bereit, um PostScript- und PDF-Inhalte darstellen und drucken zu können.

## Geschichte
1986 begann L Peter Deutsch Ghostscript für das GNU-Projekt zu entwickeln. Er gründete Aladdin Enterprises, um Ghostscript auch kommerziell vermarkten zu können. Dazu nutzte er ein eigenes duales Lizenzsystem, bei dem er die jeweils aktuelle Version zunächst unter der Aladdin Free Public License (AFPL) veröffentlichte. Diese schränkt eine kommerzielle Nutzung der Software stärker als die GNU Affero General Public License (AGPL) ein, erlaubt aber eine unentgeltliche Verbreitung und Nutzung. Unternehmen, die Ghostscript mit ihrem Produkt vertreiben möchten und sich entweder nicht den Lizenzbedingungen der AGPL unterwerfen oder keine veraltete Version unter dieser Lizenz ausliefern wollen, können eine kommerzielle Lizenz, Artifex Commercial License, erwerben. In dieser Lizenz ist Ghostscript in zahlreichen Anwendungen bekannter Hersteller wie z. B. IBM, HP und Xerox integriert.
Zum Problem wurde diese Lizenzpolitik, als das von Easy Software Products (ESP) unter der GPL veröffentlichte Common Unix Printing System (CUPS) zum Standarddrucksystem für unixähnliche Betriebssysteme werden sollte. CUPS setzt auf PostScript auf und verwendet Ghostscript als Software-RIP. ESP initiierte daher ESP Ghostscript, eine Abspaltung von AGPL Ghostscript, um unter der GPL eine Version mit aktuellen wichtigen Patches für CUPS verbreiten zu können.
Heute hält das kalifornische Unternehmen artofcode LLC die Urheberrechte. Die kommerzielle Lizenzierung erfolgt durch Artifex Software Inc. Seit 2000 ist Raph Levien als Nachfolger von Peter Deutsch Maintainer des Projekts. Mit Version 8.56 (31. Mai 2006) wurde AFPL Ghostscript eingestellt, so dass seitdem die neueste Version immer sofort unter einer GPL-Variante erscheint. Die Abspaltung ESP Ghostscript konnte mit der 2006 erfolgten Lizenzänderung schließlich aufgegeben werden: GPL Ghostscript 8.57 und ESP Ghostscript 8.15.4 wurden im am 1. August 2007 veröffentlichten GPL Ghostscript 8.60 zusammengeführt. Mit Version 9.07 vom 14. Februar 2013 wurde die Lizenz von der GPL auf die AGPL geändert.

## Verwendung
Die wichtigsten Verwendungsmöglichkeiten von Ghostscript sind:
- Als Software-RIP zur Rasterung von PostScript- oder PDF-Inhalten
- Zur Konvertierung von PostScript- und PDF-Inhalten in andere (Datei-)Formate. Überwiegend werden PostScript-Dateien in PDF-Dateien oder reine Rastergrafikformate umgewandelt
- Zum Testen und Debuggen von PostScript-Code

## Grafische Oberflächen
Es gibt zahlreiche Programme, die Ghostscript bereits integriert haben oder eine Grafische Benutzeroberfläche (GUI) bereitstellen (wie z. B. Ghostview bzw. GSView).
Die GPL-Version von Ghostscript diente als Grundlage für Display Ghostscript, eine Nachbildung von Display PostScript. Sie können zur Darstellung grafischer Oberflächen verwendet werden. Das Projekt wurde (vermutlich im Jahr 2000) eingestellt.

## Freie Schriftarten
Für Ghostscript werden verschiedene Arten von freien Schriftarten geliefert:
- Die 35 Postscript-Standardschriften, 1996 unter GPL- und AFPL-Lizenz zur Verfügung gestellt von der URW Type Foundry Hamburg.[19][20][21][22][23][24] Es handelt sich um einen Satz von Type-1-Schriften ähnlich dem klassischen Adobe-Basisschrifsatz: Bookman L (Bookman), Century Schoolbook L (New Century Schoolbook), Chancery L (Zapf Chancery), Dingbats (Zapf Dingbats), Gothic L (Avant Garde), Nimbus Mono L (Courier), Nimbus Roman No9 L (Times), Nimbus Sans L (Helvetica), Palladio L (Palatino), Standard Symbols L (Symbol).
- Das GhostPDL-Paket (enthalten in sowohl Ghostscript als auch in den Implementierungen HP PCL und Microsoft XPS) enthält zusätzliche Zeichensätze, einschließlich der URW Type Foundry-Versionen von Garamond, Optima, ITC Avant Garde, Arial, Antique Olive und Univers sowie URW Mauritius (ähnlich im Stil der Postscript-Schrift Marigold, jedoch älter) und einer modifizierten Version der Albertus, bekannt als Code A028. In Kombination mit dem Basisschrifsatz stellen sie etwas mehr als die Hälfte der Standard-Postscript-3-Schriftarten bereit.
- Ein ergänzender Schriftsatz inklusive Kyrillisch, Kana und mit von Thomas Wolff aus der freien Schriftart Hershey abgeleiteten Schriften mit Verbesserungen, wie Akzentzeichen.